# HD 209149
HD 209149，又名BD+32 4316，SAO 71932、HR 8391，是一颗恒星，视星等为6.46，位于銀經86.3，銀緯-17.44，其B1900.0坐标为赤經21h 56m 3s，赤緯+32° -17.44′ 28″。